# Casa De Pinto

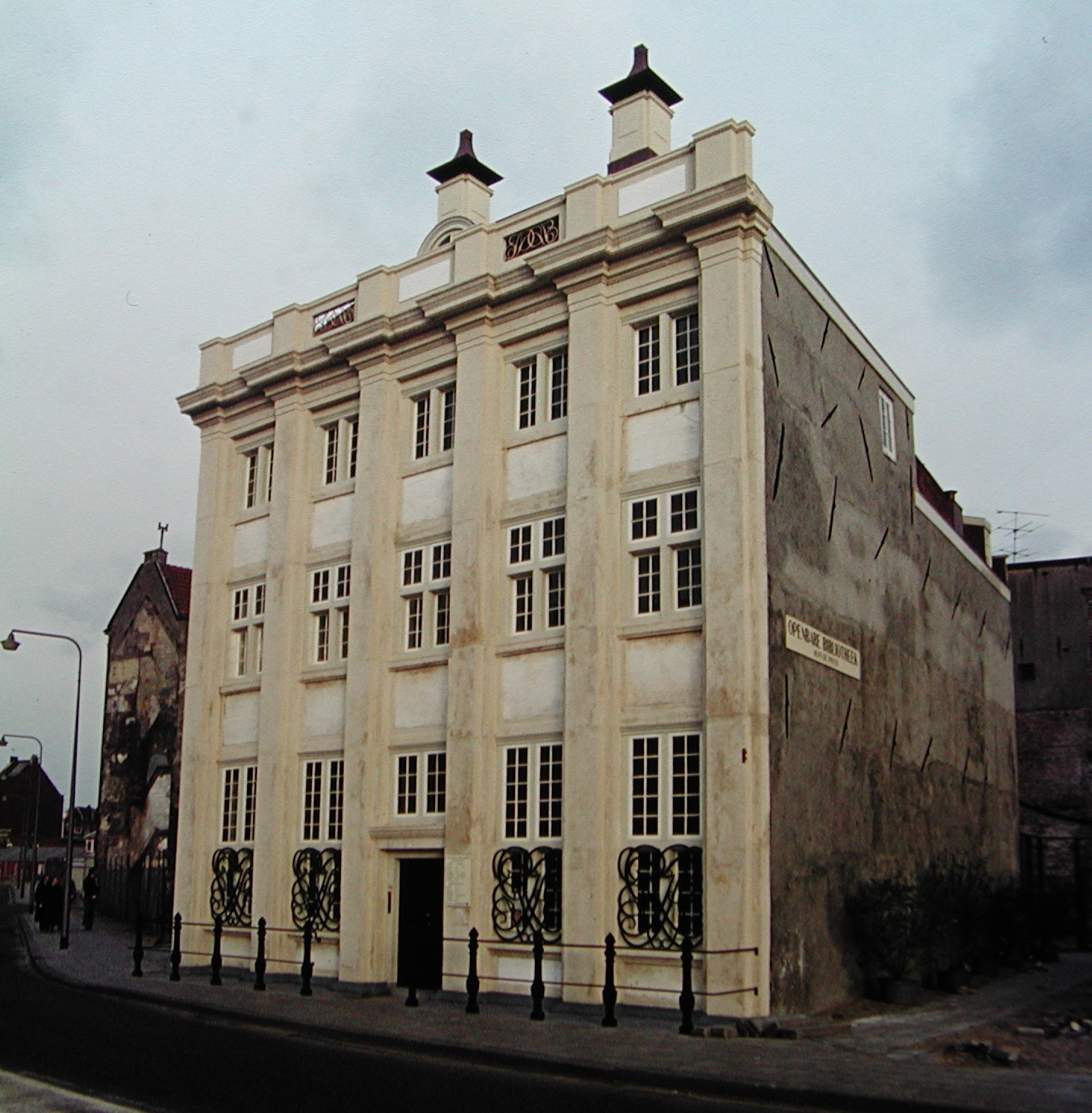
Facciata della Casa De Pinto

Casa De Pinto (in olandese: Huis De Pinto o Pintohuis) è uno storico edificio di Amsterdam, risalente al 1605-1606, ma ricostruita nella forma attuale intorno al negli anni ottanta del XVII secolo probabilmente su progetto dell'architetto Elias Bouman.
L'edificio, classificato come rijksmonument nr. 5431, fu per molti secoli (metà dei secoli XVII-XVIII secolo) la residenza della ricca famiglia di banchieri e commercianti ebrei di origine portoghese De Pinto ed è stata per trent'anni (1975-2005) la sede della biblioteca pubblica di Amsterdam . Si tratta di uno dei pochi edifici rimasti dell'antico quartiere ebraico di Amsterdam.

## Descrizione
L'edificio si trova al nr. 69 della Sint Antoniebreestraat, nella quartiere di Nieuwmarkt, nella parte centrale della Oude Zijde ("Parte vecchia") ed è situato nelle immediate vicinanze di altri monumenti quali la Zuiderkerk, la Trippenhuis e la Waag.
La facciata, di color bianco-crema , è nello stile del classicismo olandese ed è sorretta da sei pilastri , che la dividono in cinque sezioni .
|  |

Il soffitto è decorato con soggetti che raffigurano uccelli e cherubini.

## Storia
L'edificio originario fu costruito intorno al 1605-1606 e il primo proprietario fu Jan Janszzoon Carel, un commerciante di prodotti caseari proveniente dal sud dell'Olanda.
Dopo la morte di Carel, avvenuta nel 1618, l'edificio ebbe vari proprietari.
Nel 1651 l'edificio fu acquistato dal filosofo e mercante ebreo di origine portoghese, proveniente da Rotterdam, ma originario di Anversa, Isaac de Pinto    al prezzo di 30.000 fiorini  (una cifra considerevole per l'epoca).
Nel 1686, il figlio di Isaac de Pinto, David de Pinto fece completamente ristrutturare l'edificio. Il progetto di ristrutturazione fu affidato probabilmente all'architetto Elias Bouman.
|  |

L'edificio rimase di proprietà della famiglia De Pinto fino al XVIII secolo, periodo in cui la famiglia iniziò a lasciare la città. Il nome "De Pinto" rimase tuttavia anche in seguito.
Nel 1756 la Huis De Pinto fu ceduta alla farmacia "Avink" e in seguito ospitò il magazzino di stoffe "Watten-Dekens".
Negli anni cinquanta del XX secolo, fu presentato un progetto che prevedeva la costruzione di una strada nella zona del Nieuwmarkt e che prevedeva, agli inizi degli anni settanta, la demolizione di alcuni edifici, tra cui la Pintohuis.  Per questo motivo, nel 1968, l'edificio fu acquistato dalla Stato.
L'edificio si salvò però dalla demolizione grazie all'acquisizione da parte della fondazione De Pinto.
Tra il 1973 e il 1975, l'edificio fu completamente restaurato sotto la direzione dell'architetto J. Kok. I costi della ristrutturazione furono sostenuti dalla stessa regina Giuliana dei Paesi Bassi e dalla Banca dei Paesi Bassi.
In seguito, a partire dal 1975, una parte dell'edificio iniziò ad ospitare la biblioteca pubblica di Amsterdam , che però fu trasferita in un'altra sede nel 2005 (o 2007) .